# Kraneia
Kraneia (altgriechisch Κράνεια Kráneia, deutsch ‚Hartriegel‘) ist eine Gestalt der griechischen Mythologie.
Laut Pherenikos, einem griechischen Epiker unbestimmter, vielleicht hellenistischer Zeitstellung, war sie eine Hamadryade, eine jener Nymphen, die in Bäumen leben und auf das Engste mit dem Schicksal des Baumes verbunden sind. In der von Pherenikos bei Athenaios überlieferten Genealogie der Hamadryaden ist sie eine Tochter von Oxylos, dem Sohn des Oreios, und seiner Schwester Hamadryas.
Ihre namentlich bei Athenaios überlieferten Schwestern waren Karya, Balanos, Orea, Aigeiros, Ptelea, Ampelos und Syke. Darüber hinaus hatte sie laut Pherenikos weitere Schwestern. Der Name jeder dieser Töchter stand Pate für den griechischen Namen einer Baumart, Kraneia etwa für die Kornelkirsche, Aigeiros für die Schwarzpappel, Ptelea für die Ulme und Balanos für die Eichel.

## Quelle
- Pherenikos bei Athenaios, Deipnosophistai 3,78 B